# Badarán
Badarán tỉnh và cộng đồng tự trị La Rioja, phía bắc Tây Ban Nha. Đô thị này có diện tích là 20,69 ki-lô-mét vuông, dân số năm 2009 là 626 người với mật độ 30,26 người/km². Đô thị này có cự ly 37 km so với Logroño.